# Kommunalisering
Kommunalisering är ett begrepp som avser överförande av egendom eller verksamhetsansvar från privat eller statligt ansvar till kommunalt ansvar.

## Historik
I slutet av 1800-talet och början av 1900-talet, det vill säga innan den allmänna rösträttens införande, skedde, som reaktion mot den liberala nationalekonomins laissez faire-princip, en utveckling där statens ekonomiska verksamhet alltmer utvidgades (statssocialism). På samma sätt skedde en liknande utveckling även vad gäller kommunerna. I åtskilliga fall var de drivande krafterna bakom detta insikten och övertygelsen om, att utan kommunens direkta ingripande ett för dess medlemmar angeläget gemensamt behov inte alls eller på ett otillfredsställande sätt skulle bli tillgodosett. I andra fall var åter den finansiella synpunkten dominerande: kommunen skulle genom självständig ekonomisk verksamhet erhålla en inkomst, varigenom kommunalskatten skulle kunna sänkas. På vissa håll förekom även i breda lager växande fientlighet mot privatkapitalismen och farhågor för alla slags privata monopol. Kommunaliseringen (även kallad kommunalsocialismen) fick också störst genomslag på de områden, där ett monopol i följd av sakens natur måste uppstå, såsom i fråga om bland annat vatten- och elverk samt spårvägar.
Kommunaliseringssträvandena framträdde med mycket olika styrka i olika länder. Vattenverken var vanligen i vederbörande kommuns hand, men så var ej i samma grad fallet med elverken. I Frankrike var det till exempel 1911 blott i ett dussin städer, som kommunen själv ägde och drev dessa verk, medan kommunal belysning var genomförd i mer än 500 städer i USA liksom i många städer i Tyskland; och i samma riktning gick utvecklingen i bland annat Storbritannien, Schweiz och Italien. Kommunal spårvägsdrift var mycket vanlig i Storbritannien och förekom även i flera tyska och schweiziska städer, men endast undantagsvis i USA och Italien. På många håll, med Storbritannien i spetsen, drev redan då kommunerna byggnadsverksamhet för att tillgodose de breda folklagrens bostadsbehov, här och var fanns också kommunala badinrättningar, apotek, slakthus och även kommunala bagerier och bryggerier.
Även i Sverige gick utvecklingen under denna tid i kommunalsocialistisk riktning. Kommunallagarnas stadganden om kommunernas uppgifter var svävande: kommunernas "medlemmar äger att vårda sina gemensamma ordnings- och hushållningsangelägenheter", men i praktiken tolkades har denna bestämmelse tolkats relativt vidsträckt. Ofta tillkom kommunala vatten-, gas- och elverk samt spårvägar. Kommunerna uppförde tidigt bland annat även bostäder, badinrättningar och slakthus.

## Senare kommunaliseringar i Sverige
Som exempel på funktioner som har kommunaliserats kan nämnas åldringsvård (överförd från landstinget vid ädelreformen), miljötillsyn (sköts kommunalt men efter länsstyrelsens riktlinjer). Andra exempel på kommunaliserad verksamhet är de allmännyttiga bostadsföretagen som ibland (ofta) är i kommunal ägo. Beträffande barntillsynen som under en tid varit i kommunal regi, pågår nu i stor utsträckning en avkommunalisering. 
Lägg också märke till landstingen som är sekundärkommuner som har hand om den kommunala självstyrelsen i ett landstingsområde (som i så gott som samtliga fall sammanfaller med län). På den statliga sidan är länsstyrelserna regeringens förlängda arm.
Kommunaliseringen kan ske både genom ingripande av staten via lagstiftning och en gradvis "kommunalisering" av en viss verksamhet. Eftersom ett överförande av ansvaret till kommunerna också innebär ökade kostnader för kommunerna, uppstår krav från kommunerna emot staten på ekonomiskt stöd. Detta leder till ibland heta och ideologiska diskussioner. 
Vad gäller till exempel skolornas kommunalisering, har den skett i två etapper.
1. I samband med att grundskolan infördes på 1960-talet, behöll eller övertog staten ansvaret för lärartjänster och lärarlöner (inklusive skolledare) i samtliga skolformer, samtidigt som kommunerna övertog byggnader och övrig drift från staten när det gäller de tidigare statliga läroverken.
2. I anslutning till avtalsrörelsen 1989 tog dåvarande skolminister Göran Persson initiativ till att skolan helt skulle överföras till kommunerna, som på det sättet skulle få ansvar för skolledar- och lärartjänster. Riksdagen fattade detta beslut i december 1989. Beslutet var kontroversiellt. Skolöverstyrelsen (SÖ) ersattes 1991 med det betydligt mindre Skolverket. Se kommunaliseringen av skolan